# CT Araguari (D-15)
O CT Araguari (D-15) é um navio do tipo contratorpedeiro da Marinha do Brasil, Classe Amazonas.

## Construção
O Araguari foi construído no Arsenal da Marinha, da Ilha das Cobras, na cidade do Rio de Janeiro.
- Batimento de Quilha: 28 de dezembro de 1940
- Lançamento: 29 de dezembro de 1943
- Incorporação: 1951
- Baixa: 1974

## Origem do nome
Araguari é uma espécie de  arraia encontrada na Amazônia, é também uma espécie de arara. O nome do navio é uma homenagem à cidade do estado de Minas Gerais e ao rio do mesmo nome localizado no estado do Pará.
É o terceiro navio a utilizar este nome na Marinha do Brasil, o primeiro foi a Canhoneira Araguary (1858), canhoneira mista da Classe Araguaia  e o outro navio foi o Torpedeiro Araguari, torpedeiro de alto-mar (ex-Nº 9) da Classe Marcílio Dias.

## Características

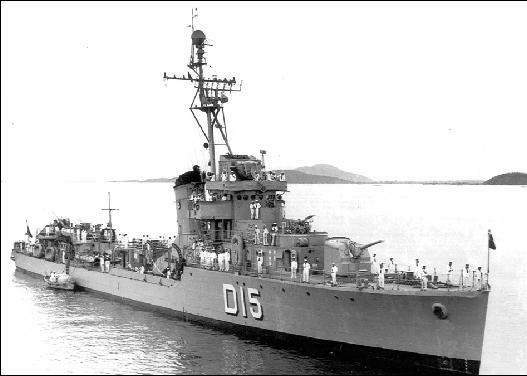
CT Araguari (D-15)
Foto:SDM.

- Armamento:

3 canhões de 5 pol./38 (127 mm)  reparos simples;
4 canhões Bofors L/60 de 40 mm em dois reparos duplos;
6 metralhadoras Oerlikon de 20 mm;
2 reparos quádruplos de tubos de torpedo de 21 polegadas;
2 calhas de cargas de profundidade Mk 3 e
4 projetores laterais do tipo K Mk 6 para cargas de profundidade Mk 6 ou Mk 9.